# 사기타촌 (기후현)
사기타촌(일본어: 鷺田村)은 일본 기후현 모토스군에 설치되었던 촌이다. 현재의 미즈호시 남서부에 해당한다.

## 참고 문헌
- 角川日本地名大辞典編纂委員会,『角川日本地名大辞典 21 岐阜県』1980, 角川書店